# Луг Ореховички
Луг Ореховички (хрв. Lug Orehovički).је насељено место у општини Бедековчина, Крапинско-загорска жупанија, Хрватска.

## Историја
До територијалне реорганизације у Хрватској био је у саставу старе општине Забок.

## Становништво
У попису становништва из 2011. године, Луг Ореховички је имао 223 становника.
| Број становника према пописима | Број становника према пописима | Број становника према пописима | Број становника према пописима | Број становника према пописима | Број становника према пописима | Број становника према пописима | Број становника према пописима | Број становника према пописима | Број становника према пописима | Број становника према пописима | Број становника према пописима | Број становника према пописима | Број становника према пописима | Број становника према пописима | Број становника према пописима |
| ------------------------------ | ------------------------------ | ------------------------------ | ------------------------------ | ------------------------------ | ------------------------------ | ------------------------------ | ------------------------------ | ------------------------------ | ------------------------------ | ------------------------------ | ------------------------------ | ------------------------------ | ------------------------------ | ------------------------------ | ------------------------------ |
| 1857                           | 1869                           | 1880                           | 1890                           | 1900                           | 1910                           | 1921                           | 1931                           | 1948                           | 1953                           | 1961                           | 1971                           | 1981                           | 1991                           | 2001                           | 2011                           |
| 92                             | 90                             | 119                            | 147                            | 159                            | 196                            | 188                            | 198                            | 246                            | 244                            | 248                            | 230                            | 211                            | 219                            | 211                            | 223                            |

Напомена: Године 1857, 1869, 1890. и 1900. исказивано под именом Луг Ореховечки.